# 横浜市立保土ケ谷小学校
横浜市立保土ケ谷小学校（よこはましりつ ほどがやしょうがっこう）は、神奈川県横浜市保土ケ谷区神戸町にある公立小学校。

## 概要
- 2000年、保土ヶ谷駅前から、約1キロ離れた当地へ新築移転。
- バリアフリー、オープンスペース、多目的ホール、雑用水利用システム等、最新の設備が導入されている。
- 外観は歩道と一体整備され、門のないオープンな学校を印象付けている。

## 沿革
- 1873年 - 程ヶ谷学舎として創立。現在の香象院にあった寺子屋を分校とした。その後、程ヶ谷町立程ヶ谷小学校へ改称。
- 1923年 - 現在の桜台小学校の地に第二分校を新設。直後の関東大震災で全壊、廃止。
- 1900年 - 尋常小学校へ改称。
- 1927年 - 程ヶ谷町が横浜市と合併、横浜市立となる。
- 1941年 - 国民学校へ改称。
- 1946年 - 現校名へ改称。
- 1955年 - 本校と岩崎小学校より、桜台小学校が分離独立開校。
- 2000年 - 現在地へ新築移転。

## 教育方針

### アクセス
- 相鉄本線星川駅から徒歩6分
- 相鉄本線天王町駅から徒歩12分
- 横須賀線保土ケ谷駅から徒歩16分
- 横浜市営バス22系統25系統星川町から徒歩2分

### 学区
岩井町（一部）、岩間町（一部）、帷子町、神戸町、月見台（一部）、西久保町（一部）